# Lewików
Lewików – wieś sołecka w Polsce położona w województwie mazowieckim, w powiecie garwolińskim, w gminie Łaskarzew.
W latach 1975–1998 miejscowość administracyjnie należała do województwa siedleckiego. 1 stycznia 2003 Wanaty, dotychczasowa część wsi Lewików, uzyskały status wsi.
Wierni Kościoła rzymskokatolickiego należą do parafii św. Jadwigi Śląskiej w Samogoszczy.